# Raphael Guzzo
Raphael Gregorio Guzzo (San Paolo, 6 gennaio 1995) è un calciatore portoghese, centrocampista svincolato.

## Caratteristiche tecniche
È un centrocampista centrale.

## Carriera

### Club

#### Benfica B e i vari prestiti
Nato a San Paolo del Brasile, Guzzo si trasferisce in Portogallo a otto anni, iniziando a giocare a calcio presso l'Associação Desportiva Flaviense. In seguito ad un'esperienza biennale al Chaves, nel 2008, a 13 anni, viene aggregato alle giovanili del Benfica, con cui ha debuttato con la squadra riserve il 6 gennaio 2013 nel match pareggiato 1-1 contro il Santa Clara. Segna la sua prima rete in Segunda Liga un mese più tardi, nel corso della partita casalinga vinta 4-1 contro l'União Madeira.
Il 30 agosto 2014 il Benfica lo presta al Chaves, squadra in cui Guzzo era cresciuto calcisticamente dal 2006 al 2008. Il 10 agosto 2015 la squadra di Lisbona lo trasferisce, sempre a titolo temporaneo, al Tondela con cui esordisce in Primeira Liga quattro giorni dopo, sostituendo Luís Machado nella gara persa in casa 1-2 contro lo Sporting. Terminato dopo sei mesi il prestito al Tondela, il 28 gennaio 2016 torna al Benfica B, dove rimane fino al termine della stagione.

#### Reus e Famalicão
Il 31 agosto 2016 Guzzo raggiunge il Reus, club di seconda divisione spagnola. Il 22 settembre scende in campo per la prima volta con la nuova squadra, disputando 19 minuti del match vinto 1-0 in casa del Real Oviedo.
Il 16 agosto 2018 ritorna in patria, andando in prestito per un anno al Famalicão, in Segunda Liga. Al termine della stagione il Famalicão è promosso in Primeira Liga e Guzzo colleziona 13 presenze, mettendo a segno una sola rete, il 20 aprile 2019 nel 3-1 contro il Benfica B, sua ex squadra.

#### Ritorno al Chaves e Vizela
Nel 2019-2020 e 2020-2021 gioca due stagioni col Chaves, la squadra in cui si è formato atleticamente e in cui aveva già militato nel 2014-2015. Nel 2021 si aggrega al Vizela.

### Nazionale
Nonostante il doppio passaporto brasiliano e portoghese, Guzzo ha scelto di rappresentare la nazionale lusitana. Già convocato per l'under-17 e l'under-18, nel 2014 fa parte della spedizione del Portogallo under-19 agli europei organizzati in Ungheria. Nel 2015 ha partecipato con la Nazionale Under-20 portoghese al mondiale di categoria in Nuova Zelanda. In tale competizione segna la prima rete nel 2-1 degli ottavi di finale proprio contro i padroni di casa degli All Whites.

## Statistiche

### Presenze e reti nei club
Statistiche aggiornate al 3 giugno 2017.
| Stagione         | Squadra          | Campionato       | Campionato | Campionato | Coppe nazionali | Coppe nazionali | Coppe nazionali | Coppe continentali | Coppe continentali | Coppe continentali | Altre coppe | Altre coppe | Altre coppe | Totale | Totale |
| Stagione         | Squadra          | Comp             | Pres       | Reti       | Comp            | Pres            | Reti            | Comp               | Pres               | Reti               | Comp        | Pres        | Reti        | Pres   | Reti   |
| ---------------- | ---------------- | ---------------- | ---------- | ---------- | --------------- | --------------- | --------------- | ------------------ | ------------------ | ------------------ | ----------- | ----------- | ----------- | ------ | ------ |
| 2012-2013        | Benfica B        | SL               | 14         | 1          |                 | -               | -               |                    | -                  | -                  |             | -           | -           | 14     | 1      |
| 2013-2014        | Benfica B        | SL               | 0          | 0          |                 | -               | -               |                    | -                  | -                  |             | -           | -           | 0      | 0      |
| 2014-2015        | Chaves           | SL               | 33         | 7          | TP+TL           | 1+1             | 0               |                    | -                  | -                  |             | -           | -           | 35     | 7      |
| 2015-gen. 2016   | Tondela          | PL               | 16         | 0          | TP+TL           | 0               | 0               |                    | -                  | -                  |             | -           | -           | 16     | 0      |
| gen.-giu. 2016   | Benfica B        | SL               | 10         | 2          |                 | -               | -               |                    | -                  | -                  |             | -           | -           | 10     | 2      |
| Totale Benfica B | Totale Benfica B | Totale Benfica B | 24         | 3          |                 | -               | -               |                    | -                  | -                  |             | -           | -           | 24     | 3      |
| 2016-2017        | Reus             | SD               | 17         | 0          | CR              | 1               | 0               |                    | -                  | -                  |             | -           | -           | 18     | 0      |
| 2017-2018        | Reus             | SD               | 9          | 0          | CR              | 0               | 0               |                    | -                  | -                  |             | -           | -           | 9      | 0      |
| Totale Reus      | Totale Reus      | Totale Reus      | 26         | 0          |                 | 1               | 0               |                    | -                  | -                  |             | -           | -           | 27     | 0      |
| 2020-2019        | Famalicão        | SL               | 13         | 1          | TP+TL           | 0               | 0               |                    | -                  | -                  |             | -           | -           | 13     | 1      |
| 2019-2020        | Chaves           | SL               | 18         | 2          | TP+TL           | 1+2             | 0               |                    | -                  | -                  |             | -           | -           | 21     | 2      |
| 2020-gen. 2021   | Chaves           | SL               | 11         | 0          | TP+TL           | 0               | 0               |                    | -                  | -                  |             | -           | -           | 11     | 0      |
| Totale Chaves    | Totale Chaves    | Totale Chaves    | 29         | 2          |                 | 3               | 0               |                    | -                  | -                  |             | -           | -           | 32     | 2      |
| gen.-giu. 2021   | Vizela           | SL               | 15         | 6          | TP+TL           | 0               | 0               |                    | -                  | -                  |             | -           | -           | 15     | 6      |
| 2021-2022        | Vizela           | PL               | 24         | 2          | TP+TL           | 3+1             | 0               |                    | -                  | -                  |             | -           | -           | 28     | 2      |
| 2022-2023        | Vizela           | PL               | 30         | 2          | TP+TL           | 2+3             | 0+1             |                    | -                  | -                  |             | -           | -           | 35     | 3      |
| Totale Vizela    | Totale Vizela    | Totale Vizela    | 69         | 10         |                 | 9               | 1               |                    | -                  | -                  |             | -           | -           | 78     | 11     |
| 2023             | Goiás            | A                | 5          | 0          | CB              | 0               | 0               |                    | -                  | -                  |             | -           | -           | 35     | 3      |
| Totale carriera  | Totale carriera  | Totale carriera  | 215        | 23         |                 | 15              | 1               |                    | -                  | -                  |             | -           | -           | 230    | 24     |